# Поповичи (Львовская область)
Поповичи (укр. Поповичі) — село в Шегининской сельской общине Яворовского района Львовской области Украины.
Население по переписи 2001 года составляло 617 человек. Занимает площадь 1,163 км². Почтовый индекс — 81350. Телефонный код — 3234.